# 親不孝
| ウィキペディアには「親不孝」という見出しの百科事典記事はありません（タイトルに「親不孝」を含むページの一覧/「親不孝」で始まるページの一覧）。 代わりにウィクショナリーのページ「親不孝」が役に立つかもしれません。 |